# Frédéric Da Rocha
Frédéric Da Rocha (Cenon, 16 settembre 1974) è un allenatore di calcio ed ex calciatore francese, di ruolo centrocampista, tecnico del Carquefou.

## Carriera

### Nantes
Di origini portoghesi, Da Rocha nasce a Cenon e comincia a giocare a calcio nel Cenon-Rive-Droite e nel SA Mérignac, prima di essere prelevato dalle giovanili del Nantes a 16 anni. Partito inizialmente come attaccante, dal 1996 si impone come infaticabile esterno destro del centrocampo dei Canarini, con i quali riesce a conquistare diversi trofersi a cavallo dei due secoli: due Coppe di Francia (1998-1999 e 1999-2000), due Supercoppe francesi (1999, 2001) e il Campionato francese 2000-2001. Nel 2001 rifiuta l'offerta del Liverpool, diventando così un beniamino della tifoseria allo Stadio della Beaujoire.
Scaduto il contratto nel 2006, rinnova col Nantes per un altro anno, perdendo però il posto in favore del nazionale svedese Christian Wilhelmsson. Dopo la fallimentare stagione 2006-2007, terminata con la prima retrocessione in Ligue 2 dopo 44 anni, Da Rocha declina comunque la proposta dello Stade Reims e il 25 giugno 2007 estende il suo contratto col Nantes fino al 2009. Il 30 maggio 2009 disputa il suo ultimo incontro con la maglia giallo-verde contro l'Auxerre, venendo tributato da tutto lo Stadio della Beaujoire.

### Boulogne e ritiro
Lasciata Nantes dopo 15 anni, Da Rocha firma un contratto annuale col Boulogne, club neopromosso in Ligue 1 che però retrocede al termine di quella stessa stagione. In quel periodo era il terzo giocatore in attività con più presenze nel massimo campionato francese, alle spalle di Mickaël Landreau e Laurent Batlles. Nel 2010 fa un'ultima esperienza calcistica nei dilettanti del Carquefou, con i quali gioca la sua ultima partita in carriera il 28 maggio 2011.

## Statistiche

### Presenze e reti nei club
Statistiche aggiornate al 28 maggio 2011.
| Stagione        | Squadra         | Campionato      | Campionato | Campionato | Coppe nazionali | Coppe nazionali | Coppe nazionali | Coppe continentali | Coppe continentali | Coppe continentali | Altre coppe | Altre coppe | Altre coppe | Totale | Totale |
| Stagione        | Squadra         | Comp            | Pres       | Reti       | Comp            | Pres            | Reti            | Comp               | Pres               | Reti               | Comp        | Pres        | Reti        | Pres   | Reti   |
| --------------- | --------------- | --------------- | ---------- | ---------- | --------------- | --------------- | --------------- | ------------------ | ------------------ | ------------------ | ----------- | ----------- | ----------- | ------ | ------ |
| 1995-1996       | Nantes          | D1              | 11         | 2          | CF+CdL          | 2+2             | 0               | UCL                | 1                  | 0                  | -           | -           | -           | 16     | 2      |
| 1996-1997       | Nantes          | D1              | 28         | 6          | CF+CdL          | 1+1             | 0               | Int                | 4                  | 0                  | -           | -           | -           | 34     | 6      |
| 1997-1998       | Nantes          | D1              | 33         | 5          | CF+CdL          | 0+1             | 0               | CU                 | 2                  | 0                  | -           | -           | -           | 36     | 5      |
| 1998-1999       | Nantes          | D1              | 30         | 7          | CF+CdL          | 6+1             | 0               | -                  | -                  | -                  | -           | -           | -           | 37     | 7      |
| 1999-2000       | Nantes          | D1              | 32         | 6          | CF+CdL          | 5+1             | 2+0             | CU                 | 5                  | 3                  | SF          | 1           | 0           | 44     | 11     |
| 2000-2001       | Nantes          | D1              | 31         | 4          | CF+CdL          | 4+3             | 2+0             | CU                 | 7                  | 1                  | SF          | 1           | 0           | 46     | 7      |
| 2001-2002       | Nantes          | D1              | 28         | 1          | CF+CdL          | 1+2             | 0               | UCL                | 8                  | 1                  | SF          | 1           | 0           | 40     | 2      |
| 2002-2003       | Nantes          | L1              | 28         | 2          | CF+CdL          | 1+3             | 0               | -                  | -                  | -                  | -           | -           | -           | 32     | 2      |
| 2003-2004       | Nantes          | L1              | 35         | 6          | CF+CdL          | 3+5             | 0               | Int                | 3                  | 0                  | -           | -           | -           | 46     | 6      |
| 2004-2005       | Nantes          | L1              | 28         | 0          | CF+CdL          | 3+0             | 0               | Int                | 3                  | 1                  | -           | -           | -           | 34     | 1      |
| 2005-2006       | Nantes          | L1              | 35         | 2          | CF+CdL          | 5+2             | 1+0             | -                  | -                  | -                  | -           | -           | -           | 42     | 3      |
| 2006-2007       | Nantes          | L1              | 31         | 3          | CF+CdL          | 4+0             | 0               | -                  | -                  | -                  | -           | -           | -           | 35     | 3      |
| 2007-2008       | Nantes          | L2              | 26         | 1          | CF+CdL          | 4+2             | 0               | -                  | -                  | -                  | -           | -           | -           | 32     | 1      |
| 2008-2009       | Nantes          | L1              | 33         | 1          | CF+CdL          | 1+0             | 0               | -                  | -                  | -                  | -           | -           | -           | 34     | 1      |
| Totale Nantes   | Totale Nantes   | Totale Nantes   | 409        | 46         |                 | 63              | 5               |                    | 33                 | 6                  |             | 3           | 0           | 508    | 57     |
| 2009-2010       | Boulogne        | L1              | 30         | 0          | CF+CdL          | 2+1             | 0               | -                  | -                  | -                  | -           | -           | -           | 33     | 0      |
| 2010-2011       | Carquefou       | CFA             | 17         | 0          | -               | -               | -               | -                  | -                  | -                  | -           | -           | -           | 17     | 0      |
| Totale carriera | Totale carriera | Totale carriera | 456        | 46         |                 | 66              | 5               |                    | 33                 | 6                  |             | 3           | 0           | 558    | 57     |

## Palmarès

### Club

#### Competizioni nazionali
- Campionato francese: 1

Nantes: 2000-2001
- Coppa di Francia: 2

Nantes: 1998-1999, 1999-2000
- Supercoppa francese: 2

Nantes: 1999, 2001